# Marçay (Indre e Loira)
Marçay è un comune francese di 475 abitanti situato nel dipartimento dell'Indre e Loira nella regione del Centro-Valle della Loira.

## Società

### Evoluzione demografica
Abitanti censiti